# Dichromodes deprivata
Dichromodes deprivata là một loài bướm đêm trong họ Geometridae.